# Вишнёвое (Черняховский район, Житомирская область)
Вишнёвое (укр. Вишневе) (до 8 апреля 1963 — Торчин) — село на Украине, известно с 1652 года, находится в Черняховском районе Житомирской области.
Код КОАТУУ — 1825687402. Население по переписи 2001 года составляет 83 человека. Почтовый индекс — 12331. Телефонный код — 4134. Занимает площадь 0,455 км².

## Адрес местного совета
12331, Житомирская область, Черняховский р-н, с.Селянщина, ул.Творогова, 43